# Vịnh Liverpool

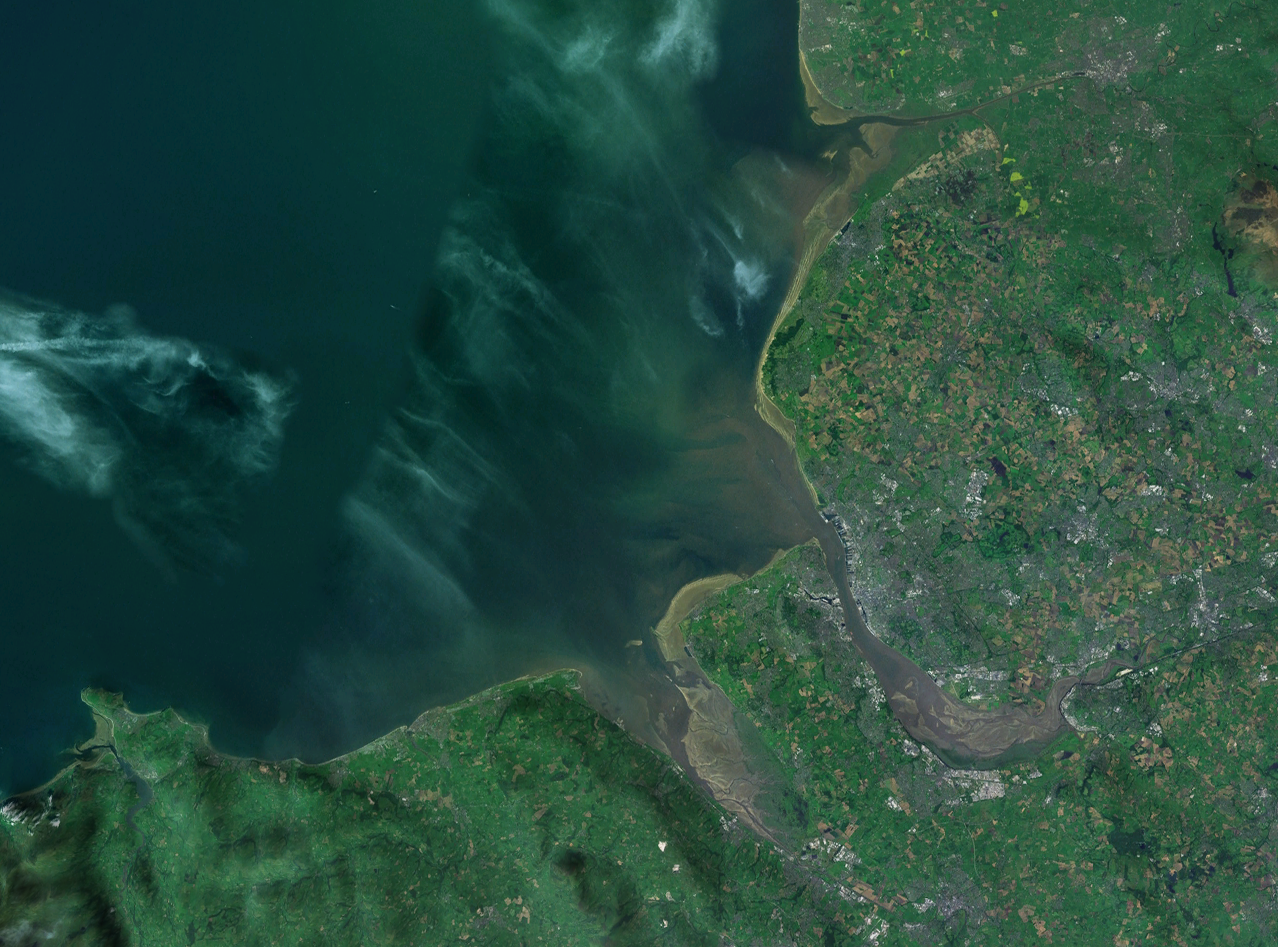
Ảnh vịnh Liverpool từ Landsat của NASA, cho thấy (theo chiều kim đồng hồ) sông Ribble, Mersey, Dee và Clwyd.

Vịnh Liverpool là một vịnh của biển Ireland nằn giữa vùng đông bắc xứ Wales, Cheshire, Lancashire và Merseyside ở phía đông biển Ireland. Vịnh là ví dụ điển hình về một vùng có ảnh hưởng nước ngọt.

## Các con tàu đáng chú ý bị mất tích trong vịnh Liverpool
- SS City of Brussels
- Ellan Vannin
- PS Lelia
- Ocean Monarch
- Resurgam
- HMS Thetis